# Tadeusz Piotrowski (sociólogo)
Tadeusz Piotrowski (nacido en 1940) es un sociólogo e historiador polaco-estadounidense. 

## Biografía
Profesor de Sociología y decano asociado de la facultad en la University of New Hampshire en Mánchester, donde también dicta cursos de Antropología, sobre el Holocausto y sobre la historia de Polonia en la Segunda Guerra Mundial.
Es el autor de Vengeance of the Swallows (1995), Poland's Holocaust (1998), Genocide and Rescue in Wolyn (2000), The Indian Heritage of New Hampshire and Northern New England (2002) y The Polish Deportees of World War II  (2004). Además ha colaborado en pequeños trabajos sobre distintos grupos étnicos de Mánchester. En Mánchester ha servido como presidente del International Center. Ha dado múltiples conferencias sobre el Holocausto, Polonia y la historia de Europa central a audiencias universitarias y al público en general en distintos países.
- Datos: Q5642112